# Turó d'en Patllari
El Turó d'en Patllari és una muntanya de 191 metres que es troba al municipi de Riudarenes, a la comarca de la Selva.